# Afrilobus capensis
Afrilobus capensis là một loài nhện trong họ Orsolobidae.
Loài này thuộc chi Afrilobus. Afrilobus capensis được Griswold & Norman I. Platnick miêu tả năm 1987.